# Banco Provincia
 (juin 2017).
Si vous disposez d'ouvrages ou d'articles de référence ou si vous connaissez des sites web de qualité traitant du thème abordé ici, merci de compléter l'article en donnant les références utiles à sa vérifiabilité et en les liant à la section « Notes et références ».
Banco Provincia ou Banco de la Provincia de Buenos Aires est une banque d'Argentine.

## Historique
La Banco Provincia est fondée le 20 mars 1822 et commence ses opérations le 6 septembre 1822. Elle est la première banque hispano-américaine et la première institution financière à diffuser des billets dans l'histoire de l'économie argentine, du papier monnaie au départ convertible, exprimé en peso de reales.
En 1856, elle est la première banque du pays à offrir un crédit hypothécaire. Sa première succursale ouvre en 1863 à San Nicolás de los Arroyos. Le moratoire de 1890 provoque la fermeture de la plupart de ses agences. En 1906, elle fusionne avec la Banque de commerce hispano-argentine. En 1946, la banque devient une entité d'État de la province de Buenos Aires.
En 1997, la banque crée la holding de services financiers Grupo Provincia, puis lance les microcrédits en 2009 .